# Wonlo Coulibaly
Wonlo Coulibaly (ur. 22 grudnia 1991 w Dabou) – iworyjski piłkarz grający na pozycji lewego obrońcy. Od 2019 jest piłkarzem klubu TP Mazembe.

## Kariera klubowa
Swoją piłkarską karierę Coulibaly rozpoczął w klubie AS Denguelé. W sezonie 2008 zadebiutował w jego barwach w pierwszej lidze iworyjskiej. W 2015 odszedł do AS Tanda. W sezonie 2015/2016 wywalczył z nim mistrzostwo Wybrzeża Kości Słoniowej. W 2017 roku przeszedł do ASEC Mimosas. W sezonie 2017/2018 został z nim mistrzem kraju.
W 2019 roku Coulibaly został piłkarzem kongijskiego TP Mazembe. W sezonach 2019/2020, 2020/2021 i 2021/2022 wywalczył z nim trzy tytuły mistrza kraju.

## Kariera reprezentacyjna
W reprezentacji Wybrzeża Kości Słoniowej Coulibaly zadebiutował 14 stycznia 2018 w przegranym 0:1 meczu Mistrzostw Narodów Afryki 2018 z Namibią, rozegranym w Marrakeszu. W 2019 roku został powołany do kadry na Puchar Narodów Afryki 2019. Rozegrał na nim jeden mecz, grupowy z Rwandą (3:0).